# 亚太6C卫星
亚太6C卫星（英語：APStar-6C）是由中国空间技术研究院研制、香港亚太通信卫星有限公司所有的一颗人造地球卫星，用于接替亚太6号通信卫星。

## 简介
亞太6C衛星的載荷包括C頻段、Ku頻段和Ka頻段在內的共45路轉發器，設計壽命15年，將向亞太地區提供高功率的航空寬帶接入、電視传输、直播到戶、及移動蜂窩回傳等業務。